# Seonjo de Joseon
Regele Seonjo (n. 11 noiembrie 1552, Q16092809⁠(d), Coreea de Sud – d. 1 februarie 1608, Jeong-dong⁠(d), Seul, Dinastia Joseon) a fost al 14-lea rege al dinastiei Joseon și a domnit între anii 1567-1608. 

## Domnia
Regele Seonjo a încercat să reconstruiască națiunea după domniile haotice ale predecesorilor săi, Yeonsan și Jungjong. Pe 13 aprilie 1592, navele japoneze sub conducerea lui Konishi Yukinaga invadează Joseonul și distrug multe forturi, înaintând spre capitala Hanseong (Hanyang). Regele se retrage în Pyongyang, iar când japonezii ajung acolo, Seonjo se retrage în Uiju. Invazia s-a încheiat în 1598, când japonezii au părăsit Joseonul, după moartea subită a lui Toyotomi Hideyoshi. Seonjo moare în 1608, fiind succedat de către fiul său, prințul Gwanghae.

## Familia
- Tata: Prințul Daewon Deokheung (5 martie 1530 - 9 mai 1559) (덕흥대원군)
- Mama: Prințesa Consoarta Hadong din clanul Hadong Jeong (4 septembrie 1522 - 18 mai 1567)(하동부대부인 정씨)
- Consoarte:

1. Regina Uiin din clanul Bannam Park (15 aprilie 1555 - 27 iunie 1600) (의인왕후 박씨)
2. Regina Inmok din clanul Yeonan Kim (14 noiembrie 1584 - 28 iunie 1632) (인목왕후 김씨)
  1. Princess Jeongmyeong (정명공주; 27 Iunie 1603 – 8 Septembrie 1685), a unsprezecea fiică
  2. A treispezecea fiică (1604 – 1604)
  3. Yi Ui, Marele Prinț Yeongchang (이의 영창대군; 12 Aprilie 1606 – 19 Martie 1614), al unsprezecelea fiu
3. Nobila Consoartă Regală Gong din clanul Gimhae Kim (1553 - 27 mai 1577) (공빈 김씨)
  1. Yi Jin, Prințul Imhae (이진 임해군; 20 Septembrie 1572 – 3 Iunie 1609), primul fiu
  2. Yi Hon, Prințul Gwanghae (왕세자 이혼; 4 June 1575 – 7 August 1641), al doilea fiu
4. Nobila Consoartă Regală In din clanul Suwon Kim (1555 - 29 octombrie 1613) (인빈 김씨)
  1. Yi Seong, Prințul Uian (이성 의안군; 1577 – 24 Februariie 1588), al treilea fiu
  2. Yi Ho, Prințul Shinseong (이후 신성군; 6 Ianuarie 1579 – 8 Decembrie 1592), al patrulea fiu
  3. Yi Bu, Prince Jeongwon (이부 정원군; 2 August 1580 – 29 Decembrie 1619), al cincilea fiu
  4. Prințesa Jeongsin (정신옹주; 1583–1653), prima fiică
  5. Prințesa Jeonsuk (정숙옹주; 1587 – 6 Noiembrie 1627), a doua fiică
  6. Yi Gwang, Prințul Uichang (이광 의창군; 1589–1645), al optulea fiu
  7. Prințesa Jeongan (정안옹주; 1590–1660), a cincea fiică
  8. Prințesa Jeonghwi (정휘옹주; 1593 – 15 Iulia 1653), a șasea fiică
5. Nobila Consoartă Regală Sun din clanul Gimhae Kim (?) (순빈 김씨)
  1. Yi Bu, Prințul Sunhwa (이부 순화군; 10 Octombrie 1580 – 18 Martie 1607), al șaselea fiu
6. Nobila Consoartă Regală Jeong din clanul Yeoheung Min (1567 - 1626) (정빈 민씨)
  1. Yi Gong, Printul Inseong (이공 인성군; 29 Octombrie 1588 – 20 Mai 1628), al saptelea fiu
  2. Prințesa Jeongin (정인옹주; 1590 – 10 Ianuarie 1656), a patra fiică
  3. Prințesa Jeongseon (정선옹주; 1 Aprilie 1594 – 1 August 1674), a șaptea fiică
  4. Princess Jeonggeun (정근옹주; 1598 – 11 Iulie 1613), a zecea fiică
  5. Yi Yeong, Prințul Inheung (이영 인흥군; 1604–1651), a doisprezecealea fiu
7. Nobila Consoartă Regală Jeong din clanul Namyang Hong (? - 1638) (정빈 홍씨)
  1. Prințesa Jeongjeong (정정옹주; 1595–1666), a opta fiică
  2. Yi Ju, Prințul Gyeongchang (이주 경창군; 23 Septembrie 1596 – 16 Ianuarie 1654), a noulea fiu
8. Nobila Consoartă Regală On din clanul Cheongju Han (1581 - 1664) (온빈 한씨)
  1. Yi Ji, Prințul Heungan (이제 흥안군; 1598– 1624), al zecelea fiu
  2. Yi Reuk, Prințul Gyeongpyeong ((이륵 경평군; Iunie 1600 – 28 Noiembrie 1673), al unsprezecealea fiu
  3. Prințesa Jeonghwa (정화옹주; 1604–1667), a paisprezecea fiică
  4. Yi Gye, Prințul Yeongseon (정화옹주; 1604–1667), al paisprezecelea fiu
9. Consoarta Regală Gwi-in din clanul Jeong (?) (貴人 鄭氏)
10. Consoarta Regală Suk-ui din clanul Jeong (?) (淑儀 鄭氏)
11. Consoarta Regală So-won din clanul Yoon (?) (昭媛 尹氏)